# Dipoena keumunensis
Dipoena keumunensis là một loài nhện trong họ Theridiidae.
Loài này thuộc chi Dipoena. Dipoena keumunensis được Kap Yong Paik miêu tả năm 1996.